# Apollonio di Afrodisia
Apollonio ( Απολλώνιος ὁ Ἀφροδισιεύς; Afrodisia, ... – ...; fl. III secolo a.C.) è stato un sacerdote e storico greco antico.
Sempre secondo la Suda, scrisse un'opera sulla città di Trailles, una seconda sulla figura mitologica di Orfeo e i suoi misteri, una terza sulla storia della Caria (Καρικά), di cui si fa menzione nel diciottesimo libro, e di cui è spesso indicato da Stefano di Bisanzio.